# Coppa di Cina 2024
La Coppa di Cina 2024 è stata la 26ª edizione della coppa nazionale cinese, iniziata il 15 gennaio e terminata il 23 novembre 2024.
Lo Shanghai Shenhua era la squadra campione in carica, mentre il titolo è stato vinto dallo Shanghai Haigang, per la prima volta nella sua storia.

## Calendario
| Turno            | Incontri             | Squadre rimanenti | Squadre partecipanti | Dal turno precedente | Entranti in questo turno |
| ---------------- | -------------------- | ----------------- | -------------------- | -------------------- | --- |
| Primo turno      | 15-17 marzo 2024     | 80                | 32                   | -                    | 16 squadre dai preliminari regionali 2 squadre provenienti dai campionati amatoriali 12 squadre dalla Chinese Champions League 2 squadre dalla League Two |
| Secondo turno    | 19-21 aprile 2024    | 64                | 32                   | 16                   | 16 squadre dalla League Two |
| Terzo turno      | 15-19 maggio 2024    | 48                | 32                   | 16                   | 16 squadre dalla League One |
| Quarto turno     | 19-23 giugno 2024    | 32                | 16                   | 16                   | 16 squadre dalla Super League |
| Quinto turno     | 16-17 luglio 2024    | 16                | 16                   | 16                   | - |
| Quarti di finale | 21-22 agosto 2024    | 8                 | 8                    | 8                    | - |
| Semifinali       | 24-25 settembre 2024 | 4                 | 4                    | 4                    | - |
| Finale           | 23 novembre 2024     | 2                 | 2                    | 2                    | - |

## Partite

### Primo turno
Il sorteggio per il primo turno è stato effettuato il 23 febbraio 2024 da Yu Hanchao e Wang Shenchao.
| Squadra 1                       | Risultato       | Squadra 2              |
| ------------------------------- | --------------- | ---------------------- |
| 15 marzo 2023                   |                 |                        |
| Shanghai Shenshui               | 3 - 0           | Shanghai Tongji        |
| Shanxi Xiangyu                  | 4 - 1           | Qingdao Kunpeng        |
| Hangzhou Qiantang               | 3 - 0           | Ningxia Fangzhong      |
| Qianxinan Xufengtang            | 3 - 0           | Wuhan Xiaoma           |
| Guangxi Bushan                  | 2 - 0           | Pingluo Hengli         |
| 16 marzo 2023                   |                 |                        |
| Shanghai Mitsubishi Flying Lion | 5 - 0           | Quanzhou Qinggong      |
| Xiamen Lujian Tiancheng         | 2 - 4           | Xi'an Chongde Ronghai  |
| Dezhou Haishan                  | 4 - 2           | Guangdong Red Treasure |
| Qujing EB                       | 0 - 0 (7-6 dtr) | Xi'an Yilan            |
| Shenzhen Jixiang                | 3 - 0           | Caoshangfei            |
| Gannan 92 United Team           | 1 - 2           | Changle Jingangtui     |
| Changchun Xidu                  | 0 - 0 (5-4 dtr) | Lanzhou Hailu          |
| 17 marzo 2023                   |                 |                        |
| Shanghai Second                 | 7 - 0           | Nanning Juding         |
| Qingdao Elite United            | 2 - 0           | Shanxi Longchengren    |
| Chongqing Chunlei               | 2 - 5           | Dalian K'un City       |

### Secondo turno
| Squadra 1                       | Risultato       | Squadra 2                 |
| ------------------------------- | --------------- | ------------------------- |
| 19 aprile 2023                  |                 |                           |
| Hangzhou Qiantang               | 1 - 0           | Nantong Haimen Codion     |
| 20 aprile 2023                  |                 |                           |
| Jiangsu Dong Victory            | 1 - 1 (3-4 dtr) | Langfang Glory City       |
| Shanghai Mitsubishi Flying Lion | 2 - 0           | Jiangxi Dark Horse Junior |
| Shanghai Second                 | 1 - 1 (2-3 dtr) | Ganzhou Ruishi            |
| Shanxi Xiangyu                  | 1 - 4           | Beijing Ligong            |
| Dalian K'un City                | 3 - 2           | Quanzhou Yassin           |
| Qianxinan Xufengtang            | 1 - 4           | Shenzhen Juniors          |
| Dezhou Haishan                  | 1 - 3           | Tai'an Tiankuang          |
| Changchun Xidu                  | 0 - 5           | Shaanxi Union             |
| Xi'an Chongde Ronghai           | 0 - 4           | Guangdong GZ-Power        |
| Shenzhen Jixiang                | 3 - 1           | Guangxi Lanhang           |
| Guangxi Bushan                  | 0 - 1           | Rizhao Yuqi               |
| 21 aprile 2023                  |                 |                           |
| Qingdao Elite United            | 1 - 1 (4-3 dtr) | Hubei Istar               |
| Changle Jingangtui              | 0 - 4           | Hunan Xiangtao            |
| Shanghai Shenshui               | 1 - 1 (2-4 dtr) | Haikou Mingcheng          |
| Qujing EB                       | 1 - 5           | Guangxi Hengchen          |

### Terzo turno
Il sorteggio del terzo turno è stato effettuato il 23 febbraio 2024 da Zhao Lina e Rong Bocheng.
| Squadra 1                       | Risultato       | Squadra 2                |
| ------------------------------- | --------------- | ------------------------ |
| 15 maggio 2024                  |                 |                          |
| Shanghai Mitsubishi Flying Lion | 1 - 1 (5-4 dtr) | Yanbian Longding         |
| Shenzhen Juniors                | 1 - 2           | Qingdao Hongshi          |
| 17 maggio 2024                  |                 |                          |
| Tai'an Tiankuang                | 0 - 3           | Foshan                   |
| Haikou Mingcheng                | 1 - 4           | Jiangxi Lushan           |
| Dalian K'un City                | 0 - 2           | Yunnan Yukun             |
| Rizhao Yuqi                     | 2 - 0           | Shanghai J.B.            |
| 18 maggio 2024                  |                 |                          |
| Langfang Glory City             | 1 - 1 (4-2 dtr) | Dingnan Ganlian          |
| Shenzhen Jixiang                | 0 - 1           | Nanjing Chengshi         |
| Guangdong GZ-Power              | 0 - 1           | Wuxi Wugou               |
| Shaanxi Union                   | 1 - 1 (7-6 dtr) | Guangzhou                |
| Hunan Xiangtao                  | 0 - 3           | Shijiazhuang Gongfu      |
| 19 maggio 2024                  |                 |                          |
| Qingdao Elite United            | 1 - 2           | Suzhou Dongwu            |
| Beijing Ligong                  | 0 - 1           | Guangxi Pingguo Haliao   |
| Ganzhou Ruishi                  | 2 - 2 (3-1 dtr) | Shenyang Urban           |
| Guangxi Hengchen                | 2 - 1           | Dalian Yingbo            |
| Hangzhou Qiantang               | 1 - 2           | Chongqing Tongliang Long |

### Quarto turno
Il sorteggio del quarto turno è stato effettuato il 23 febbraio 2024 da Zhao Lina e Rong Bocheng.
| Squadra 1                       | Risultato       | Squadra 2              |
| ------------------------------- | --------------- | ---------------------- |
| 19 giugno 2024                  |                 |                        |
| Langfang Glory City             | 0 - 0 (3-5 dtr) | Qingdao Hainiu         |
| Ganzhou Ruishi                  | 1 - 3           | Nantong Zhiyun         |
| 21 giugno 2024                  |                 |                        |
| Shanghai Mitsubishi Flying Lion | 1 - 1 (3-4 dtr) | Chengdu Rongcheng      |
| Guangxi Hengchen                | 0 - 2           | Shanghai Haigang       |
| Shaanxi Union                   | 0 - 0 (2-3 dtr) | Changchun Yatai        |
| Wuxi Wugou                      | 1 - 0           | Meizhou Kejia          |
| Rizhao Yuqi                     | 0 - 1           | Henan                  |
| Yunnan Yukun                    | 0 - 0 (3-5 dtr) | Tianjin Jinmen Hu      |
| Foshan                          | 0 - 1           | Shanghai Shenhua       |
| Guangxi Pingguo Haliao          | 4 - 3           | Wuhan San Zhen         |
| 22 giugno 2024                  |                 |                        |
| Jiangxi Lushan                  | 0 - 3           | Zhejiang Zhiye         |
| Chongqing Tonglianglong         | 3 - 6           | Shandong Taishan       |
| Qingdao Hongshi                 | 0 - 2           | Shenzhen Xin Pengcheng |
| Suzhou Dongwu                   | 0 - 4           | Beijing Guoan          |
| Shijiazhuang Gongfu             | 2 - 2 (3-4 dtr) | Qingdao Qingchundao    |
| 23 giugno 2024                  |                 |                        |
| Nanjing Chengshi                | 1 - 0           | Cangzhou Xiongshi      |

### Quinto turno
Il sorteggio del quinto turno è stato effettuato il 25 giugno 2024 da Sun Jihai e Xu Yunlong.
| Squadra 1              | Risultato       | Squadra 2              |
| ---------------------- | --------------- | ---------------------- |
| 16 luglio 2024         |                 |                        |
| Chengdu Rongcheng      | 2 - 0           | Nantong Zhiyun         |
| 17 luglio 2024         |                 |                        |
| Wuxi Wugou             | 1 - 3           | Beijing Guoan          |
| Shenzhen Xin Pengcheng | 0 - 0 (3-5 dtr) | Shanghai Shenhua       |
| Tianjin Jinmen Hu      | 4 - 3           | Changchun Yatai        |
| Zhejiang Zhiye         | 1 - 2           | Shanghai Haigang       |
| Henan                  | 1 - 0           | Guangxi Pingguo Haliao |
| Qingdao Qingchundao    | 0 - 4           | Shandong Taishan       |
| Qingdao Hainiu         | 0 - 2           | Nanjing Chengshi       |

### Quarti di finale
Il sorteggio dei quarti di finale è stato effettuato il 25 giugno 2024 da Sun Jihai e Xu Yunlong.
| Squadra 1        | Risultato | Squadra 2         |
| ---------------- | --------- | ----------------- |
| 21 agosto 2024   |           |                   |
| Shandong Taishan | 3 - 1     | Henan             |
| Nanjing Chengshi | 1 - 2     | Chengdu Rongcheng |
| 22 agosto 2024   |           |                   |
| Shanghai Shenhua | 2 - 1     | Beijing Guoan     |
| Shanghai Haigang | 3 - 0     | Tianjin Jinmen Hu |

### Semifinali
Il sorteggio delle semifinali è stato effettuato il 25 giugno 2024 da Sun Jihai e Xu Yunlong.
| Squadra 1         | Risultato | Squadra 2         |
| ----------------- | --------- | ----------------- |
| 24 settembre 2024 |           |                   |
| Shandong Taishan  | 1 - 0     | Chengdu Rongcheng |
| 25 settembre 2024 |           |                   |
| Shanghai Haigang  | 3 - 2     | Shanghai Shenhua  |

### Finale
| 23 novembre 2024                                                                               | Shandong Taishan | 1 – 3                                               | Shanghai Haigang | Wenzhou Olympic Sports Center Stadium |
| \| \| \| \| \| Zeca 54’ \| Marcatori \| 37’ Li Shuai 45+5’ Léo Cittadini 90+3’ Wang Zhen'ao \| |                  |                                                     |                  |                                       |
|                                                                                                |                  |                                                     |                  |                                       |
| Zeca 54’                                                                                       | Marcatori        | 37’ Li Shuai 45+5’ Léo Cittadini 90+3’ Wang Zhen'ao |                  |                                       |